# Prefettura degli affari economici della Santa Sede
La Prefettura degli affari economici della Santa Sede è stato l'ufficio della Curia romana che si occupava della sorveglianza delle amministrazioni dipendenti dalla Santa Sede.

## Storia
Papa Paolo VI istituì tale ufficio mediante la costituzione apostolica Regimini Ecclesiae universae del 15 agosto 1967. Esso era formato da un collegio di tre cardinali, il cui numero salì a otto grazie a un provvedimento preso da papa Giovanni Paolo II il 6 marzo 2000. Il 28 giugno 1988, la costituzione apostolica Pastor Bonus ne precisò le funzioni istituzionali.
Papa Francesco in data 19 dicembre 2016 ha stabilito la sua soppressione, con rescritto ex Audientia SS.mi entrato in vigore il 30 dicembre successivo.

## Funzioni
Le funzioni della prefettura erano indicate da un regolamento speciale che prevedeva la presenza e l'ausilio di officiali competenti nell'ambito giuridico-economico, un consiglio di consultori e un consiglio di revisori. Tale regolamento sanciva anche le modalità procedurali per l'espletamento di alcune speciali attribuzioni.

## Cronotassi dei presidenti
- Cardinale Angelo Dell'Acqua † (23 settembre 1967 - 13 gennaio 1968 nominato cardinale vicario per la diocesi di Roma)
- Cardinale Egidio Vagnozzi † (13 gennaio 1968 - 26 dicembre 1980 deceduto)
- Cardinale Giuseppe Caprio † (30 gennaio 1981 - 22 gennaio 1990 ritirato)
- Cardinale Edmund Casimir Szoka † (28 aprile 1990 - 15 ottobre 1997 nominato governatore della Città del Vaticano)
- Cardinale Sergio Sebastiani † (3 novembre 1997 - 12 aprile 2008 ritirato)
- Cardinale Velasio De Paolis, C.S. † (12 aprile 2008 - 21 settembre 2011 ritirato)
- Cardinale Giuseppe Versaldi (21 settembre 2011 - 31 marzo 2015 nominato prefetto della Congregazione per l'educazione cattolica)

## Cronotassi dei segretari
- Presbitero Raymond Philip Etteldorf † (1967 - 21 dicembre 1968 nominato delegato apostolico in Nuova Zelanda e nelle Isole del Pacifico)
- Presbitero Mario Schierano † (1969 - 28 agosto 1971 nominato ordinario militare per l'Italia)
- Monsignore Giovanni Angelo Abbo † (1971 - 1985 dimesso)
- Vescovo Luigi Sposito † (18 dicembre 1992 - 25 gennaio 1997 ritirato)
- Vescovo Francesco Saverio Salerno † (25 gennaio 1997 - 23 ottobre 1998 nominato segretario del Supremo tribunale della Segnatura apostolica)
- Vescovo Franco Croci † (3 dicembre 1999 - 3 settembre 2007 ritirato)
- Vescovo Vincenzo Di Mauro (3 settembre 2007 - 22 novembre 2010 nominato arcivescovo, titolo personale, coadiutore di Vigevano)
- Monsignore Lucio Ángel Vallejo Balda (21 settembre 2011 - 20 dicembre 2016 sollevato[3])

### Fonti e riferimenti sui dati economici
- Bilancio consuntivo della Santa Sede, del Governatorato dello Stato della Città del Vaticano e Obolo di San Pietro per l'anno 1996 e relazione del card. Edmund Casimir Szoka
- Bilancio consuntivo della Santa Sede, del Governatorato dello Stato della Città del Vaticano e Obolo di San Pietro per l'anno 1997 e relazione del card. Sergio Sebastiani
- Bilancio consuntivo della Santa Sede, del Governatorato dello Stato della Città del Vaticano e Obolo di San Pietro per l'anno 1998 e relazione del card. Sergio Sebastiani
- Bilancio consuntivo della Santa Sede, del Governatorato dello Stato della Città del Vaticano e Obolo di San Pietro per l'anno 1999 e relazione del card. Sergio Sebastiani
- Bilancio consuntivo della Santa Sede, del Governatorato dello Stato della Città del Vaticano e Obolo di San Pietro per l'anno 2000 e relazione del card. Sergio Sebastiani
- Bilancio consuntivo della Santa Sede, del Governatorato dello Stato della Città del Vaticano e Obolo di San Pietro per l'anno 2001 e relazione del card. Sergio Sebastiani
- Bilancio consuntivo della Santa Sede, del Governatorato dello Stato della Città del Vaticano e Obolo di San Pietro per l'anno 2002 e relazione del card. Sergio Sebastiani
- Bilancio consuntivo della Santa Sede, del Governatorato dello Stato della Città del Vaticano e Obolo di San Pietro per l'anno 2003 e relazione del card. Sergio Sebastiani
- Bilancio consuntivo della Santa Sede, del Governatorato dello Stato della Città del Vaticano e Obolo di San Pietro per l'anno 2004 e relazione del card. Sergio Sebastiani
- Bilancio consuntivo della Santa Sede, del Governatorato dello Stato della Città del Vaticano e Obolo di San Pietro per l'anno 2005 e relazione del card. Sergio Sebastiani
- Bilancio consuntivo della Santa Sede, del Governatorato dello Stato della Città del Vaticano e Obolo di San Pietro per l'anno 2006 e relazione del card. Sergio Sebastiani
- Bilancio consuntivo della Santa Sede, del Governatorato dello Stato della Città del Vaticano e Obolo di San Pietro per l'anno 2007
- Bilancio consuntivo della Santa Sede, del Governatorato dello Stato della Città del Vaticano e Obolo di San Pietro per l'anno 2008
- Bilancio consuntivo della Santa Sede, del Governatorato dello Stato della Città del Vaticano e Obolo di San Pietro per l'anno 2009